# Forsythieae
Forsythieae es una tribu de plantas fanerógamas perteneciente a la familia Oleaceae.

## Géneros
- Abeliophyllum Nakai
- Forsythia Vahl